# Mohamed El Makrini
Mohamed El Makrini (Utrecht, 6 juli 1987) is een Marokkaans-Nederlands voetballer die doorgaans als middenvelder speelt.

## Carrière
El Makrini begon met voetballen bij SV CDW in Wijk bij Duurstede, waarna hij de overgang maakte naar USV Elinkwijk. Bij USV viel hij op bij de scouts van FC Den Bosch. Na zijn overgang naar FC Den Bosch werd El Makrini bestempeld als "Talent van Den Bosch", waardoor hij op jonge leeftijd een professioneel contract afdwong. Hij werd bijgevolg uitgenodigd voor het Marokkaans voetbalelftal onder 20 en speelde een aantal wedstrijden mee. El Makrini heeft zes seizoenen lang gespeeld bij FC Den Bosch. In deze periode heeft hij meer dan 130 wedstrijden gevoetbald,  inclusief duels in het KNVB-bekertoernooi, competitieplay-offs en de competitie. El Makrini is een voetballer die in de jeugd bij FC Den Bosch achter de spitsen speelde. Na zijn overstap naar het eerste elftal van FC Den Bosch heeft hij als rechtsback, middenvelder en rechtsbuiten gefunctioneerd. In zijn laatste jaar bij FC Den Bosch speelde El Makrini als controleur op het middenveld.
In de zomer van 2011 tekende El Makrini een contract voor één jaar bij SC Cambuur. Met de club werd hij in het seizoen 2012/13 kampioen van de Eerste divisie en dwong hij zodoende promotie af naar de Eredivisie, in welke hij in het seizoen 2013/14 tweeëndertig maal een competitieduel speelde. Zijn verblijf bij Cambuur duurde uiteindelijk vier seizoenen. El Makrini tekende in juli 2015 vervolgens een contract tot medio 2017 bij Odense BK, dat hem transfervrij overnam.
Hij verruilde Roda JC Kerkrade in juli 2019 transfervrij voor Kilmarnock. Medio 2020 ging hij naar IK Start in Noorwegen. Vanaf begin 2022 speelt hij in de Tweede divisie voor SV TEC.

## Clubstatistieken
| Seizoen         | Club             | Competitie      | Competitie | Competitie | Beker | Beker | Internationaal | Internationaal | Overig | Overig | Totaal | Totaal |
| Seizoen         | Club             | Competitie      | Wed.       | Dlp.       | Wed.  | Dlp.  | Wed.           | Dlp.           | Wed.   | Dlp.   | Wed.   | Dlp.   |
| --------------- | ---------------- | --------------- | ---------- | ---------- | ----- | ----- | -------------- | -------------- | ------ | ------ | ------ | ------ |
| 2005/06         | FC Den Bosch     | Eerste divisie  | 5          | 0          | 0     | 0     | 0              | 0              | 0      | 0      | 5      | 0      |
| 2006/07         | FC Den Bosch     | Eerste divisie  | 4          | 1          | 0     | 0     | 0              | 0              | 0      | 0      | 4      | 1      |
| 2007/08         | FC Den Bosch     | Eerste divisie  | 22         | 1          | 0     | 0     | 0              | 0              | 0      | 0      | 22     | 1      |
| 2008/09         | FC Den Bosch     | Eerste divisie  | 28         | 6          | 0     | 0     | 0              | 0              | 0      | 0      | 28     | 6      |
| 2009/10         | FC Den Bosch     | Eerste divisie  | 25         | 0          | 0     | 0     | 0              | 0              | 0      | 0      | 25     | 0      |
| 2010/11         | FC Den Bosch     | Eerste divisie  | 13         | 0          | 1     | 0     | 0              | 0              | 4      | 0      | 18     | 0      |
| 2011/12         | SC Cambuur       | Eerste divisie  | 30         | 0          | 1     | 0     | 0              | 0              | 4      | 0      | 35     | 0      |
| 2012/13         | SC Cambuur       | Eerste divisie  | 28         | 1          | 2     | 0     | 0              | 0              | 0      | 0      | 30     | 1      |
| 2013/14         | SC Cambuur       | Eredivisie      | 32         | 1          | 3     | 0     | 0              | 0              | 0      | 0      | 35     | 1      |
| 2014/15         | SC Cambuur       | Eredivisie      | 32         | 0          | 3     | 2     | 0              | 0              | 0      | 0      | 35     | 2      |
| 2015/16         | Odense BK        | Superligaen     | 30         | 1          | 1     | 0     | 0              | 0              | 0      | 0      | 31     | 1      |
| 2016/17         | Odense BK        | Superligaen     | 16         | 0          | 1     | 0     | 0              | 0              | 0      | 0      | 17     | 0      |
| 2016/17         | Roda JC Kerkrade | Eredivisie      | 25         | 0          | 3     | 0     | 0              | 0              | 0      | 0      | 28     | 0      |
| 2017/18         | Roda JC Kerkrade | Eredivisie      | 11         | 1          | 0     | 0     | 0              | 0              | 3      | 0      | 14     | 1      |
| 2018/19         | Roda JC Kerkrade | Eerste divisie  | 26         | 0          | 3     | 1     | 0              | 0              | 0      | 0      | 29     | 1      |
| 2019/20         | Kilmarnock FC    | Premiership     | 21         | 2          | 4     | 1     | 2              | 0              | 0      | 0      | 27     | 3      |
| 2019/20         | IK Start         | Eliteserien     | 10         | 1          | 0     | 0     | 0              | 0              | 0      | 0      | 10     | 1      |
| 2020/21         | IK Start         | OBOS-Ligaen     | 10         | 0          | 1     | 0     | 0              | 0              | 0      | 0      | 11     | 0      |
| Carrière totaal | Carrière totaal  | Carrière totaal | 368        | 15         | 23    | 4     | 2              | 0              | 11     | 0      | 404    | 19     |

## Erelijst

### MetSC Cambuur
| Nationaal               |    |         |
| Kampioen Eerste divisie | 1x | 2012/13 |